# Río Jodiuk
El río Jodiuk (en ruso: Ходюк) es un río de la vertiente norte del Gran Cáucaso en el distrito de Zelenchuk de la república de Karacháyevo-Cherkesia del sur de Rusia. Es afluente del río Aksaút uno de los componentes del Mali Zelenchuk, que desemboca en el río Kubán.

## Curso
Nace junto al paso de Judiuk al sureste del pico Kizil-Aush-Duppur (3426 m). El curso desciende la ladera de la montaña en dirección nordeste por 5.5 km para acabar desembocando en la orilla izquierda del Aksaút.